# Pesca submarina

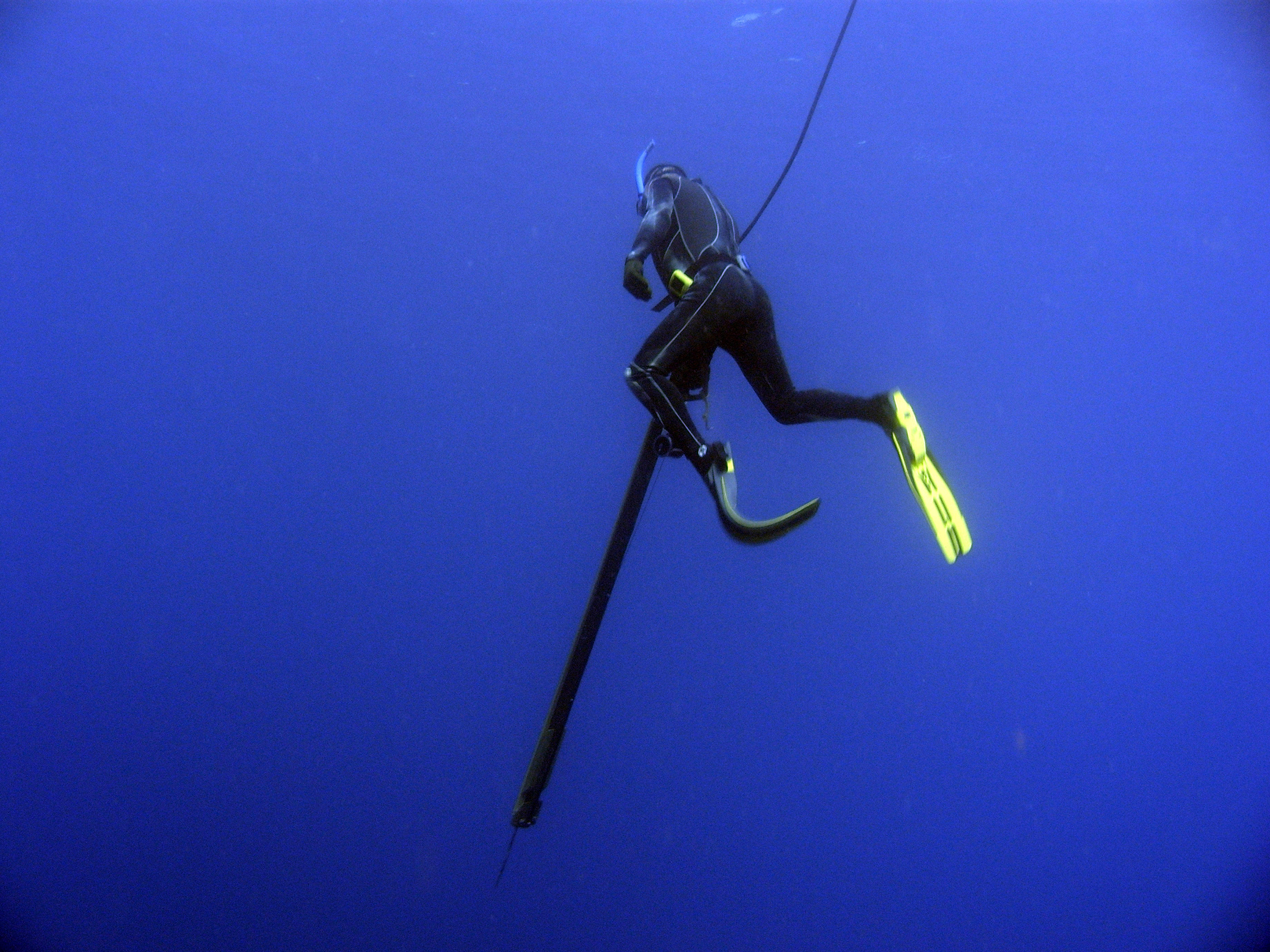
Pesca submarina a les Illes Ryūkyū, al Japó.

La pesca submarina és un esport que es practica al mar, serveix per caçar peixos. El material que es necessita és una vestit de neoprè que aïlla del fred, uns ploms perquè a l'hora de baixar al fons del mar sigui més fàcil, unes ulleres amb un tub, un fusell que serveix per pescar els peixos i una boia que t'identifica quan entres en la zona de desplaçament dels vaixells.